# ده علوي (مقاطعة فارياب)
ده علوي (بالإنجليزية: Tolombeh-ye Deh Alavi Fariyab)‏ هي مستوطنة تقع في كرمان في إيران.